# Jorge María Mejía
Jorge María Mejía, argentinski rimskokatoliški duhovnik, škof in kardinal, * 31. januar 1923, Buenos Aires, † 9. december 2014.

## Življenjepis
22. septembra 1945 je prejel duhovniško posvečenje.
8. marca 1986 je bil imenovan za naslovnega nadškofa Apolonie in za uradnika Papeškega sveta za pravičnost in mir; 12. aprila istega leta je prejel škofovsko posvečenje.
5. marca 1994 je bil imenovan za tajnika Kongregacije za škofe in 7. marca 1988 je postal arhivist Vatikanskih tajnih arhivov ter knjižničar Vatikanske knjižnice.
21. februarja 2001 je bil povzdignjen v kardinala in imenovan za kardinal-diakona S. Girolamo della Carità.
Upokojil se je 24. novembra 2003.